# Wisdom (film)
Pour les articles homonymes, voir Wisdom.
Pour plus de détails, voir Fiche technique et Distribution.
Wisdom est le premier film en tant que réalisateur d'Emilio Estevez. Il est sorti en 1986. Le producteur délégué du film Robert Wise a également participé à la mise en scène.

## Synopsis
John Wisdom est un jeune homme qui sort tout juste de l'université. Le soir de la remise des diplômes, il est arrêté pour le vol d'une voiture. En voyant le peu de possibilités qui s'offrent à lui, il décide de devenir un criminel "pour les gens du peuple", comme Robin des Bois. Après avoir observé le journal télévisé et voyant tous les fermiers appauvris et les travailleurs de la classe ouvrière criblés de dettes auprès de leur banque, il décide d'agir. Avec sa copine Karen, ils effacent le prêt et gagnent du temps pour que les plus pauvres puissent payer leurs dettes. Alors que le FBI est déjà sur leur dos, les choses prennent une tournure beaucoup plus grave lorsque Karen tue un shérif de la police locale...

## Fiche technique
- Titre : Wisdom
- Réalisation : Emilio Estevez (et Robert Wise, non crédité)
- Scénario : Emilio Estevez
- Photographie : Adam Greenberg
- Musique : Danny Elfman
- Direction artistique : Dins W.W. Danielsen
- Décors : Dennis Gassner
- Costume : Jonathan Kinsey
- Montage : Michael Kahn
- Production : Bernard Williams, Robert Wise (délégué)
- Société de production : Gladden Entertainment
- Distribution : 20th Century Fox
- Format : Couleur
- Langue : anglais
- Pays :  États-Unis
- Genre : Drame
- Durée : 109 minutes

## Distribution
- Demi Moore (VF : Nathalie Régnier) : Karen Simmons
- Emilio Estevez (VF : Jean-François Vlérick) : John Wisdom
- Tom Skerritt (VF : Marcel Guido) : Lloyd Wisdom
- Veronica Cartwright (VF : Denise Metmer) : Samantha Wisdom
- William Allen Young (VF : Pierre Hatet) : l'agent Williamson
- Richard Minchenberg (VF : Sylvain Clément) : l'agent Cooper
- Ernie Lively : Bill, le manager du motel
- Bill Henderson : Theo
- Gene Ross : Shériff
- Liam Sullivan : Jake Perry
- Charlie Sheen (VF : Georges Caudron) : le manager de City Burger
- Janet Rotblatt : la dame âgée dans la rue

## Autour du film
- Le film a été tourné à Albuquerque dans l'État du Nouveau-Mexique, à Auburn, Los Angeles, Roseville, Sacramento (American River College) et Agoura en Californie[1].
- Charlie Sheen, le petit demi-frère d'Emilio Estevez, fait un caméo dans le rôle du manager du fast-food.
- Dans le film, on peut voir le personnage de John Wisdom (Emilio Estévez) sur un bus portant le graffiti "Plate O' Shrimp", une référence à Repo Man (1984), dans lequel a joué Emilio Estevez.
- C'est le premier film en tant que réalisateur d'Emilio Estevez, alors à peine âgé de 24 ans. Il avait déjà écrit le scénario de That Was Then... This Is Now de Christopher Cain, sorti un an plus tôt.
- Le film est dédié à la mémoire de Henry Proach, qui a un petit rôle dans le film et qui était un ami proche d'Emilio Estévez[2].
- Tom Skerritt et Veronica Cartwright, qui jouent les parents de John, s'étaient déjà côtoyés sur le tournage d'Alien : Le Huitième Passager (1979).